# Restless (New Order)
Restless è una canzone del gruppo rock-synthpop britannico New Order, estratta come primo singolo dall'album Music Complete e pubblicata il 28 luglio 2015, a dieci anni di distanza dal precedente Guilt Is a Useless Emotion. Il primo a presentare Tom Chapman al basso al posto di Peter Hook, il brano ruota attorno ai temi dell'avarizia e del consumismo ed è stato accolto favorevolmente dalla critica, che ha apprezzato la composizione strumentale (in particolare il suo sound accattivante) ed il testo.

## Origine
Restless è la prima pubblicazione di materiale originale dei New Order dopo dieci anni di pausa e segna il ritorno di Gillian Gilbert all'interno della band, con una nuova formazione con Tom Chapman al basso in luogo di Peter Hook.
Music Complete venne annunciato dal 2 settembre 2014 al 22 giugno 2015 su Stereogum, Consequence e altri siti internet, incluso quello ufficiale del gruppo, che hanno accennato al futuro rilascio di nuovi album e altre produzioni.
Il 28 luglio, il singolo è stato reso disponibile al download digitale, mentre il 6 ottobre è stato rilasciato anche su CD e su vinile a dodici pollici.

## Accoglienza
Sebbene l'accoglienza è stata generalmente favorevole, Restless ha diviso la critica sulla sua qualità della produzione.
Billboard lo ha descritto come <<..prezioso, trattenuto e un po' blasé>>, ma ha continuato a dire che, se così, <<sarà inserito saldamente sulla sezione rock dell'esteso catalogo dei New Order.>> Rolling Stone lo ha definito un trionfo, così come la pubblicazione più significativa dai tempi di Low-Life, del 1985.

## Videoclip
Il videoclip ufficiale del singolo venne caricato sull'account Vevo e YouTube della band il 18 agosto 2015.
Non vi è una vera e propria trama e lo stile visivo è molto astratto: vengono mostrati filmati amatoriali, con ragazze in piedi con magliette con su scritto versi del testo della canzone, mentre altre sono parzialmente nude, filmati intercutici, baci e brevi rotture della quarta parete. A questo si inframmezzano scene di un gruppo di persone che attorniano una roccia antica su cui è piantata una spada potente (un rimando al ciclo arturiano). Tutti provano ad estrarla, ma solo uno vi riesce. Allo stesso tempo, un adolescente in un rave party è soprannominato "re" e viene incoronato. La festa poi si trasferisce nelle fogne, dove egli indice una grande festa con altri visitatori, dove una due adolescenti si innamorano a prima vista. Allo stesso tempo, altrove, si combatte una battaglia, nella quale un uomo salva una donna prima di essere eliminati. Di nuovo alla festa, il "re" sta godendo della sua popolarità, mentre l'uomo che ha raccolto la spada e l'ha alzata al cielo. Verso la fine del videoclip, quest'ultimo e la donna vengono trasportati in un castello da cavalieri che portano una bandiera.

## Tracce
Testi e musiche di New Order.
1. Restless (single version) – 4:32
2. Restless (extended 12" mix) – 8:14
3. Restless (Agoria Remix) – 6:48
4. Restless (xxxy Build Up Mix) – 6:47
5. Restless (RAC Mix) – 6:44
6. Restless (Andrew Weatherall Remix) – 7:47

Durata totale: 40:52

## Classifiche
| Classifica (2015)          | Posizione |
| -------------------------- | --------- |
| Belgio (Ultratop Wallonia) | 39        |